# Jeremiah S. Chechik
Jeremiah S. Chechik (Montréal, 1955) è un regista canadese, che lavora nel campo cinematografico e televisivo.

## Biografia
Inizia la propria carriera come attore, partecipando al film del 1985 Palle d'acciaio. Il suo debutto come regista avviene nel 1988 con la commedia Un Natale esplosivo, seguono Benny & Joon con Johnny Depp e Pecos Bill - Una leggenda per amico con Patrick Swayze.
Nel 1996 dirige Sharon Stone e Isabelle Adjani nel noir Diabolique, mentre nel 1996 dirige The Avengers - Agenti speciali, per il quale ottiene una candidatura ai Razzie Awards come peggior regista.
Nel 2004 dirige il film televisivo Amerika - Un paese sotto scacco, dopodiché continua a lavorare per la televisione, dirigendo episodi di note serie TV, come The Middleman, Chuck, Mental e Duro a morire.

## Filmografia

### Cinema
- Palle d'acciaio (Head Office) (1985)
- National Lampoon's Christmas Vacation - Un Natale esplosivo! (National Lampoon's Christmas Vacation) (1988)
- Benny & Joon (1993)
- Pecos Bill - Una leggenda per amico (Tall Tale) (1995)
- Diabolique (Diabolique) (1996)
- The Avengers - Agenti speciali (The Avengers) (1998)
- L'errore perfetto (The Right Kind of Wrong) (2013)

### Televisione
- Amerika - Un paese sotto scacco (Meltdown) – film TV (2004)